# Voreppe

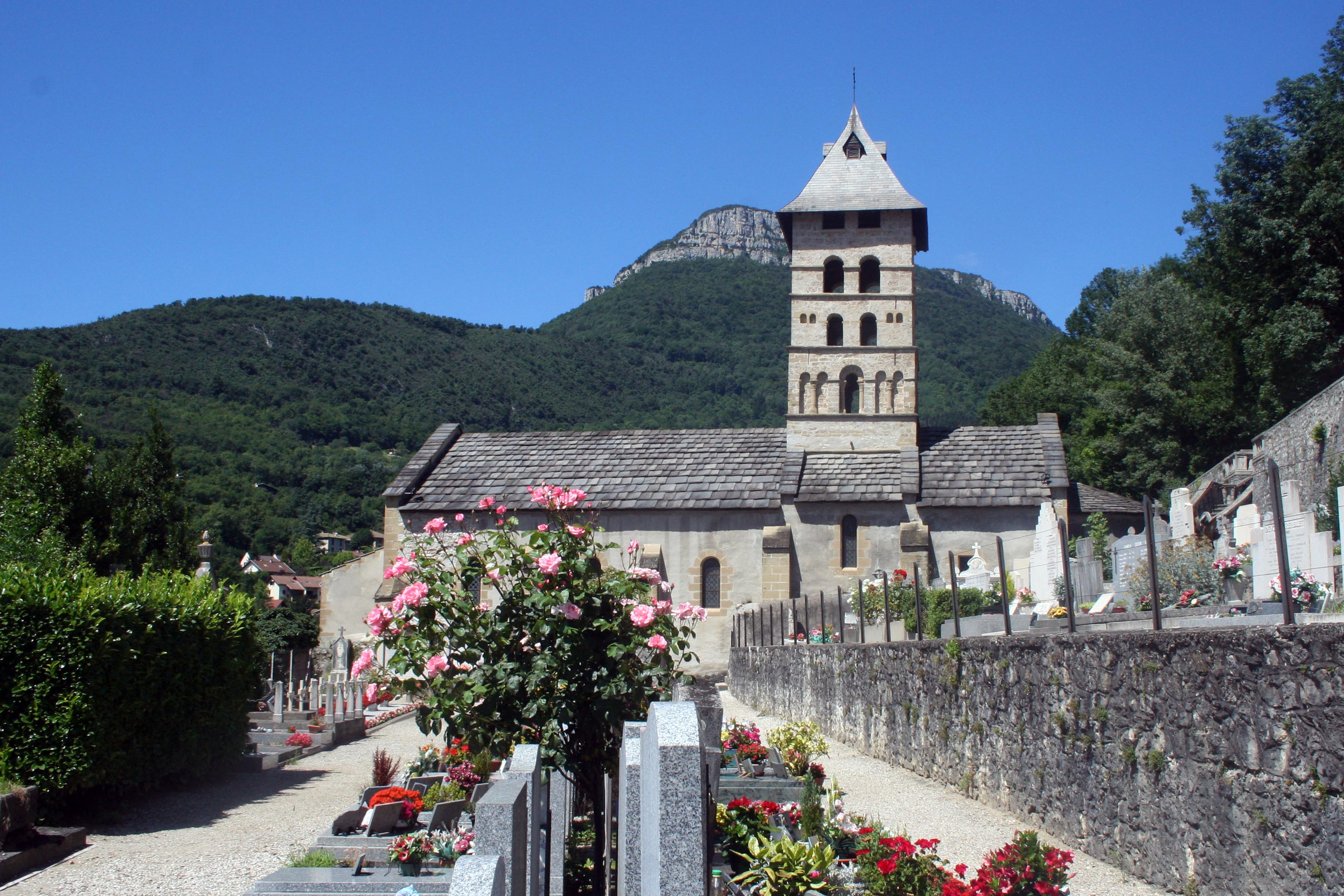
Kerk

Voreppe is een gemeente in het Franse departement Isère (regio Auvergne-Rhône-Alpes). De plaats maakt deel uit van het arrondissement Grenoble. Voreppe telde op 1 januari 2022 9.845 inwoners. 
In 1940 heeft hier de "Slag bij Voreppe" plaatsgevonden.

## Geografie
De oppervlakte van Voreppe bedroeg op 1 januari 2022 28,65 vierkante kilometer; de bevolkingsdichtheid was toen 343,6 inwoners per km². De gemeente maakt deel uit van de agglomeratie Grenoble.

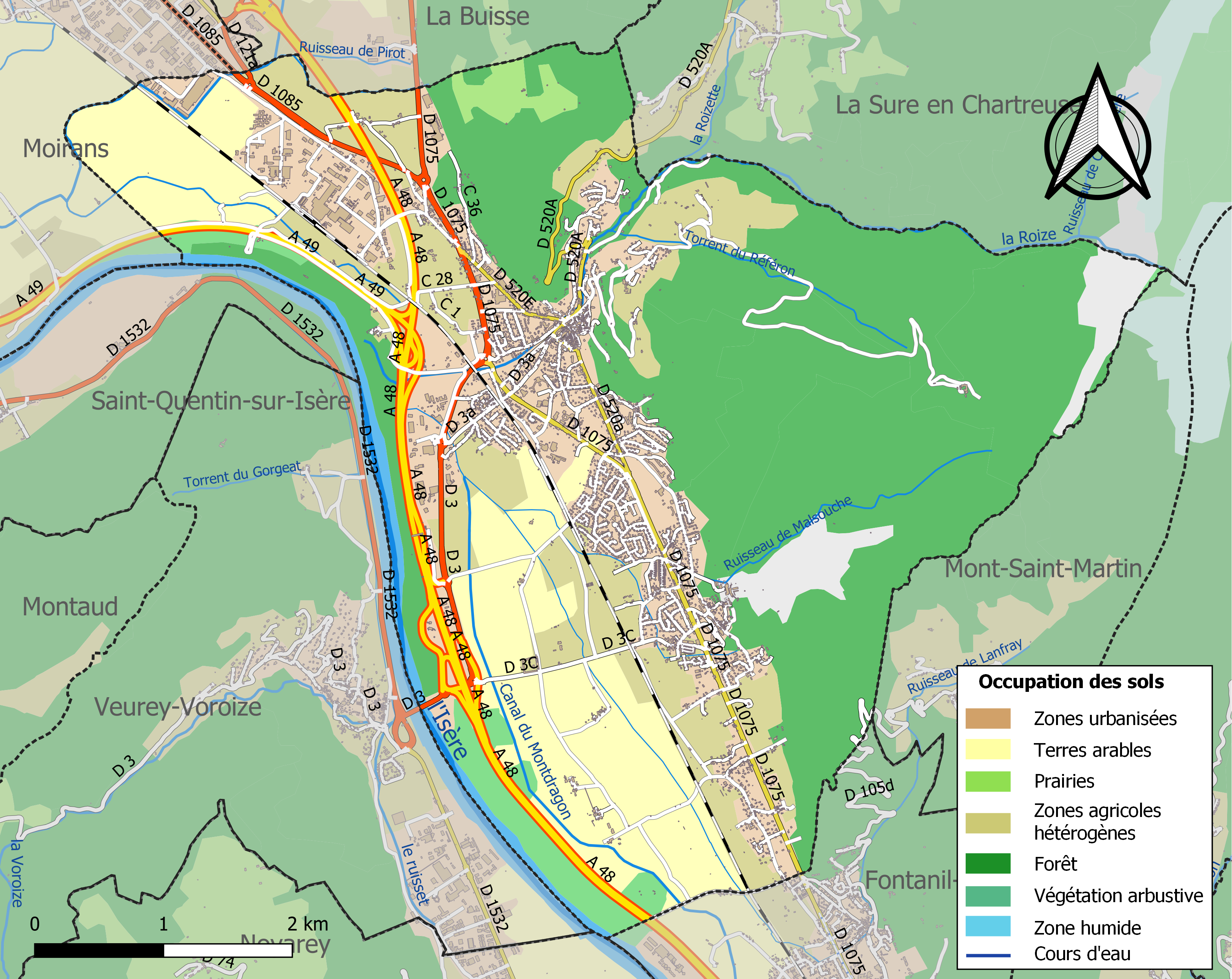
Kaart van de gemeente met de belangrijkste infrastructuur, bodemgebruik en omliggende gemeenten

## Verkeer en vervoer
In de gemeente ligt spoorwegstation Voreppe.

## Demografie
Onderstaande figuur toont het verloop van het inwonertal (bron: INSEE-tellingen).